# La piedra con forma de riñón que se desplaza día tras día
«La piedra con forma de riñón que se desplaza día tras día» (日々移動する腎臓のかたちをした石 Hibi idō suru jinzō no katachi wo shita ishi?) es un cuento de Haruki Murakami incluido en el libro Sauce ciego, mujer dormida y escrito en 2005. 
Junpei, joven con aspiraciones a escritor, conoce e Kirie en una fiesta y se siente rápidamente fascinado por ella. Ella guarda celosamente su profesión y propone a Junpei que lo descubra. Kirie inspira al escritor a terminar una obra sobre una joven que es de algún modo perseguida por una piedra con forma de riñón. Una vez terminada la obra Kirie desaparece de la vida de Junpei y este trata por todos los modos de localizarla, pero le es imposible. Casualmente unos meses más tarde descubre que la profesión de Kirie es limpiacristales en rascacielos, mientras escucha por la radio de un taxi una entrevista que le realizan.